# Turbopotisna cev
Turbopotisna cev, turbinska potisna cev ali turboramjet je vrsta reaktivnega motorja, ki je kombinacija turboreaktivnega motorja in potisne cevi. 
Primer turboramjeta:
Pratt & Whitney J58 - na Mach 3,5 izvidniškem letalu Lockheed SR-71